# ليلي بوغوبير
ليلي بوغوبير (بالإنجليزية: Lily Beaurepaire)‏ (15 سبتمبر 1893 – القرن 20) كانت سبّاحة، وغطاسة، من أستراليا، مثّلت بلادها في الألعاب الأولمبية الصيفية 1920.

## وصلات خارجية
- ليلي بوغوبير على موقع أوليمبيديا (الإنجليزية)
- ليلي بوغوبير على موقع اللجنة الأولمبية الأسترالية (الإنجليزية)